# L'Ariégeoise

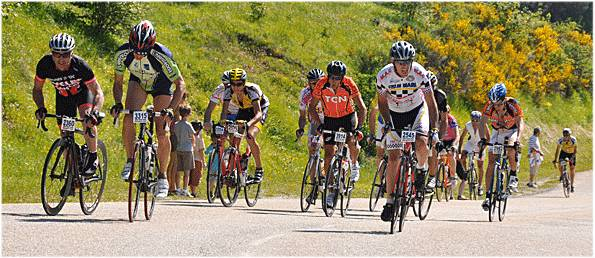
Coureurs dans une côte.

L'Ariégeoise est une course cycliste créée en 1995. Elle se déroule dans les Pyrénées en Ariège et rassemble chaque année plus de 5000 coureurs cyclistes et près de 800 bénévoles. L'Ariégeoise se déroule le dernier samedi de juin.
C'est une épreuve labellisée  UCI Golden Bike qui figure parmi les plus importantes épreuves cyclosportives nationales. Sa renommée a désormais dépassé les frontières, reconnue pour la qualité de son accueil, la beauté de ses paysages naturels et l’ambiance festive de cette manifestation.  
En 2015, pour sa 21e édition, la manifestation sportive bat l'ancien record de participation avec 4 658 inscrits, venus de 80 départements français et 19 pays étrangers, avec des destinations aussi lointaines que l'Afrique du Sud, la Nouvelle-Zélande, l'Australie,le Canada, les États-Unis... 
Le 25 juin 2016, l'Ariégeoise a fêté sa 22e édition sur les pentes du col de Pailhères et du Plateau de Beille en atteignant un chiffre record de participation avec 5 265 cyclistes engagés.
En 2017, les coureurs de l'Ariégeoise XXL arrivèrent à Goulier Neige après 156 km de course.
En 2021, l'Ariégeoise est annulée compte-tenu des contraintes sanitaires.

## Parcours
L'Ariégeoise propose actuellement 5 circuits différents en haute montagne et 9 épreuves différentes en 2019. 
Tous les départs se font dans la commune de Tarascon-sur-Ariège.  
Lors de la première édition, l'arrivée fut jugée à Guzet, mais depuis les arrivées de l'Ariégeoise et de la Mountagnole sont jugées, selon une tradition d'alternance une année sur deux, soit sur le Plateau de Beille, soit dans la commune d'Auzat, dans la vallée de Vicdessos, après avoir descendu le port de Lers.  
Ainsi chaque année, les cyclistes parcourent les routes, franchissent les cols rendus célèbres par le Tour de France et traversent les paysages du Pays d'Olmes, du pays cathare, du Couserans, et de la Haute-Ariège. 
L'un des objectifs des organisateurs de l’Ariègeoise est de proposer chaque année des parcours différents adaptés à tous les niveaux du cyclisme: cyclosportifs ou randosportifs.
- L'Ariégeoise XXL (parcours cyclosportif chronométré) : 181 km avec 4026 m de dénivelé positif pour l'édition 2019

- L’Ariègeoise (parcours cyclosportif chronométré) : 130 km avec 3036 m de dénivelé positif pour l'édition 2019
- La Mountagnole XXL (parcours cyclosportif chronométré): 120 km avec 2629 m de dénivelé positif pour l'édition 2019
- La Mountagnole (parcours cyclosportif chronométré) : 83 km avec 2048 m de dénivelé positif pour l'édition 2019
- La Passejade (parcours randosportif non chronométré) : 71 km avec 798 m de dénivelé positif pour l'édition 2019

- La Passejad'élec (parcours randosportif non chronométré pour VAE) : 71 km avec 798 m de dénivelé positif pour l'édition 2019

En 2018, l'Ariégeoise en 3D un triathlon a été créé. La natation s’effectue le vendredi à la piscine de Tarascon-sur-Ariège. Puis le samedi, les triathlètes prennent part à la Mountagnole XXL pour terminer par 10 km de course à pied. 
Nouveauté 2019: Elles font l'Ariégeoise.com, une rando uniquement réservée aux femmes sur le parcours de la Mountagnole. 

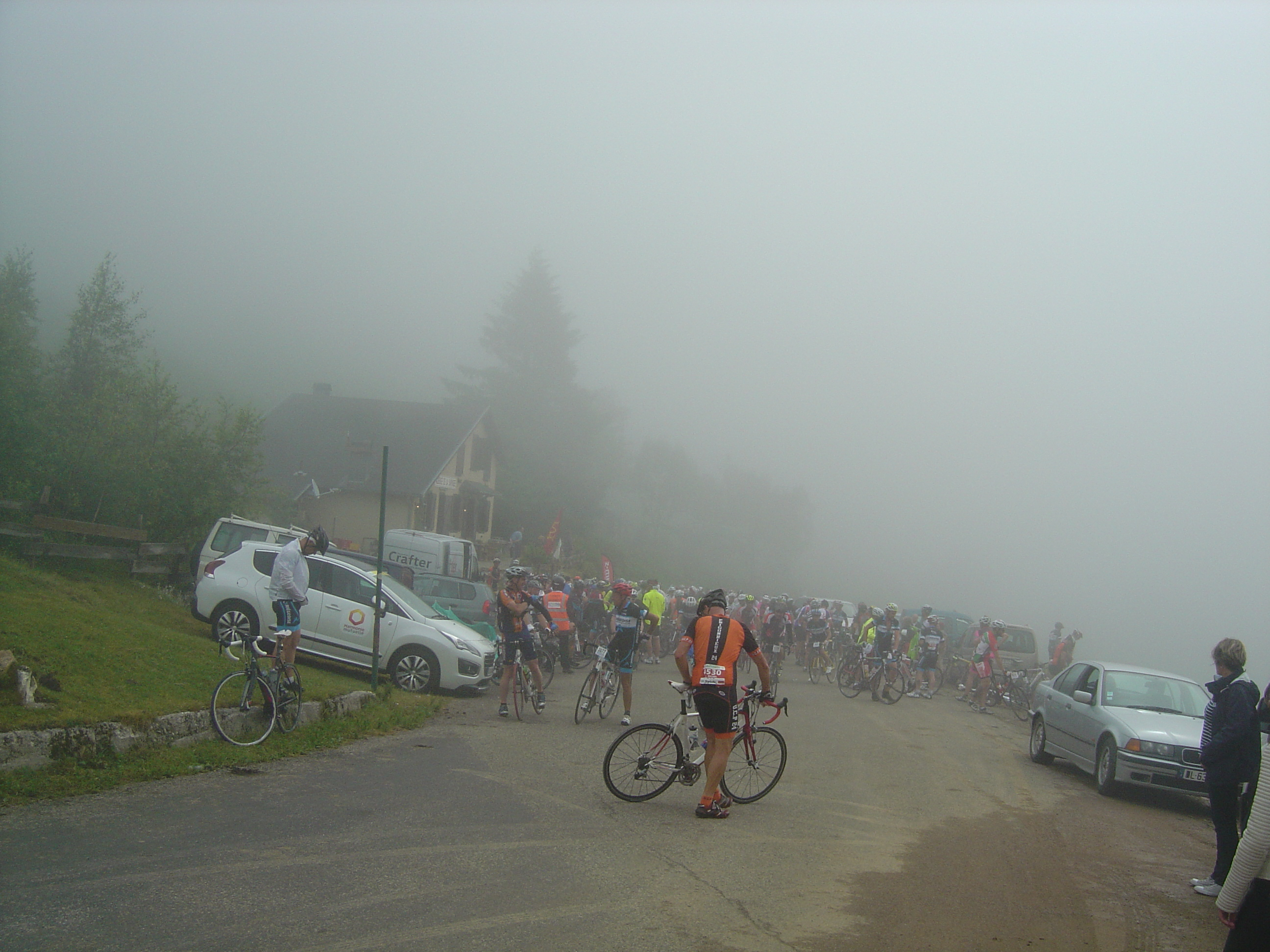
Passage par le col de Port sur l'Ariégeoise 2017
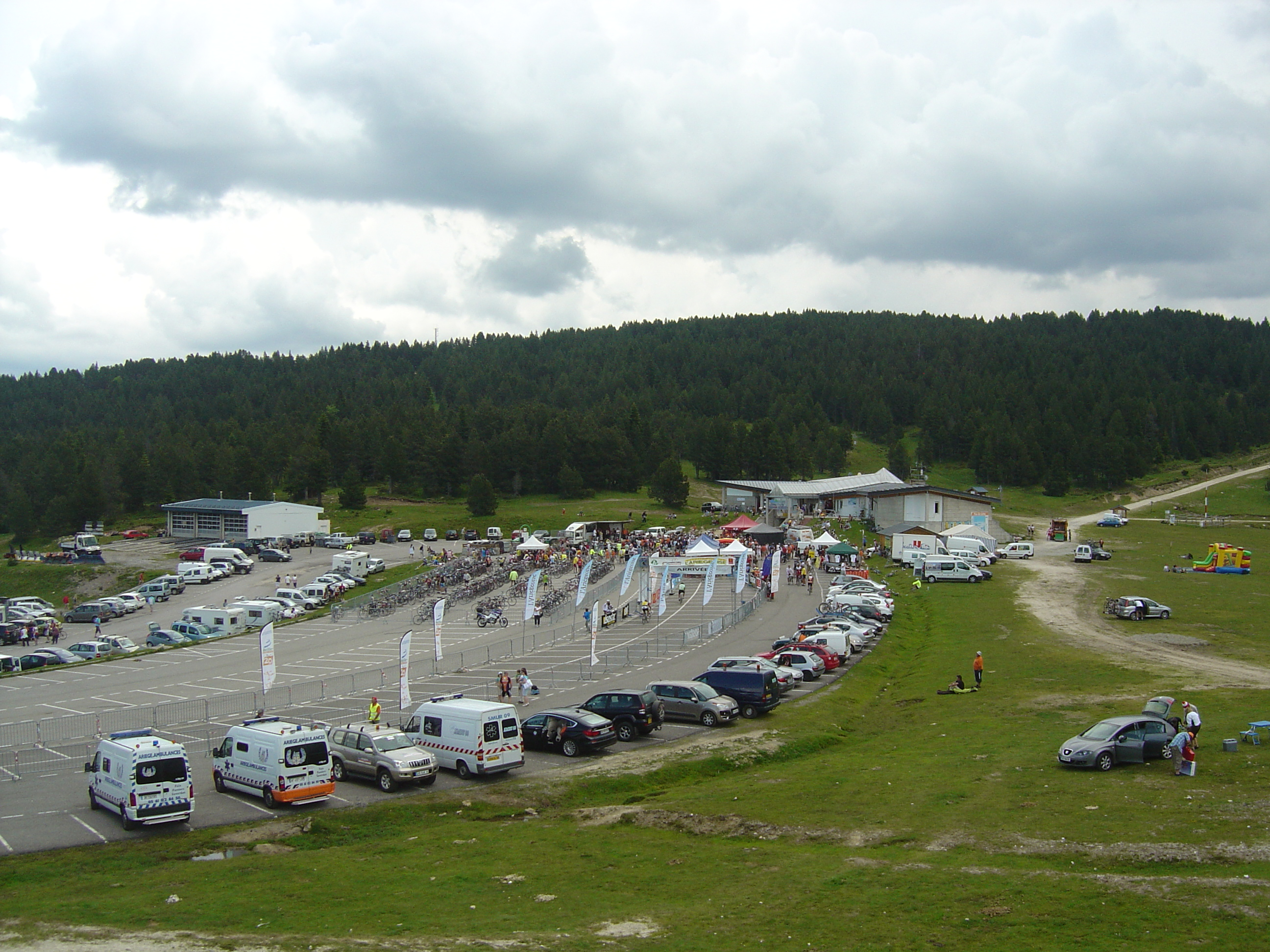
Arrivée au plateau de Beille sur l'Ariégeoise 2010
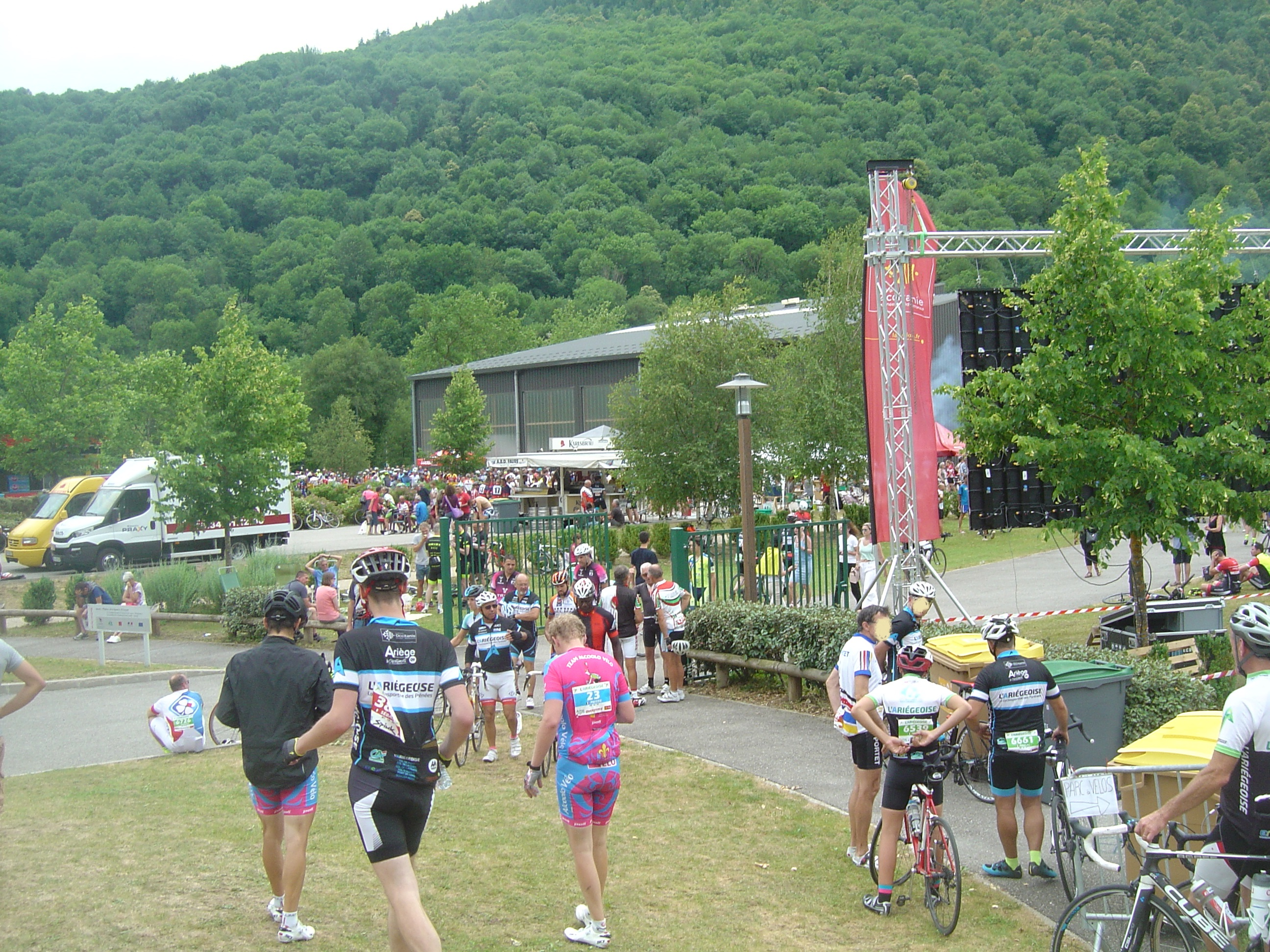
Arrivée 2017 à Auzat pour les parcours de la Mountagnole (105 km) et de l'Ariégeoise (160 km). L'Ariégeoise XXL (168,5 km) arrivait à Goulier Neige

## Bénévolat
L'Ariégeoise fait avant tout appel aux bénévoles (environ 800 personnes chaque année). Les villages traversés par L'Ariégeoise sont bien souvent animés et des ravitaillements en boissons et nourriture y sont proposés. 

## Editions particulières
- En 2008, un coureur vétéran décéda dans la montée du plateau de Beille à la suite d'un malaise cardiaque dû à la chaleur[4].
- Les années 2019 et 2020 sont des années blanches pour l'épreuve. D'abord en 2019, un coureur quinquagénaire[5] inscrit sur le parcours de la Mountagnole meurt le 29 juin à la suite d'un malaise dans le village de Le Port[6], au pied du port de Lers. Ce décès, ainsi que d'autres malaises consécutifs de la canicule, entraîne la neutralisation de toutes les courses en plus des épreuves XXL déjà annulées la veille[6]. Par ailleurs, la chaleur causa l'éclatement de pneus dans les descentes[6], à cause notamment de la surchauffe des jantes.
 Puis en 2020, l'épreuve fut annulée trois mois avant son organisation prévue à cause de la pandémie de coronavirus qui sévissait dans le monde[7],[8].

## Palmarès

### L'Ariégeoise XXL

#### Classement Hommes par années
- 2016 : Jean Goubert
- 2017 : Olivier Lecourt
- 2018 : Sébastien Pillon
- 2019 : épreuve annulée à la suite de la canicule
- 2020 : épreuve annulée à la suite de la pandémie de coronavirus
- 2021 : épreuve annulée à la suite de la pandémie de coronavirus
- 2022 : Stefan Bennett
- 2023 : Julien Berard

#### Classement Femmes par années
- 2016 : Martina Sans Salgot
- 2017 : Nuria Suria Roca
- 2018 : Sandrine Bouiller
- 2019 : épreuve annulée à la suite de la canicule
- 2020 : épreuve annulée à la suite de la pandémie de coronavirus
- 2021 : épreuve annulée à la suite de la pandémie de coronavirus
- 2022 : Axelle Dubau-Prévôt
- 2023 : Fleur Nadal

### L'Ariégeoise

#### Classement Hommes par années
- 1995 : Jérôme Fourié
- 1996 : Didier Jannel
- 1997 : Didier Jannel
- 1998 : Didier Jannel
- 1999 : Didier Jannel
- 2000 : Didier Jannel
- 2001 : Hugues Ané
- 2002 : Igor Pavlov
- 2003 : Michel Ambrosini
- 2004 : Christophe Cousinié
- 2005 : Philippe Argans
- 2006 : Philippe Argans
- 2007 : Nicolas Ansiaux
- 2008 : Yoann Barbas
- 2009 : Alain Vigne
- 2010 : Cyril Bastière
- 2011 : Guillaume De Almeida
- 2012 : Nicolas Bouvier Gaz
- 2013 : Loïc Herbreteau
- 2014 : Loïc Herbreteau
- 2015 : Guillaume De Almeida
- 2016 : Bodo Vosshenrich
- 2017 : Christophe Robin
- 2018 : Nicolas Martin
- 2019 : épreuve annulée à la suite de la canicule
- 2020 : épreuve annulée à la suite de la pandémie de coronavirus
- 2021 : épreuve annulée à la suite de la pandémie de coronavirus
- 2022 : Camille Danies
- 2023 : Lucas Lavidalie

#### Classement Femmes par année
- 1995 : Monique Roig
- 1996 : Françoise de Firma
- 1997 : Séverine Zangheri
- 1998 : Maryline Salvetat
- 1999 : Maryline Texier
- 2000 : Hélène Marcouyre
- 2001 : Véronique Ferfoglia
- 2002 : Françoise Bertolini
- 2003 : A. Rigoni
- 2004 : Sandra Fantini
- 2005 : Fabienne Tarroux
- 2006 : Véronique Nuns
- 2007 : Karine Saysset
- 2008 : Ariadna Tudel
- 2009 : Karine Saysset
- 2010 : Karine Saysset
- 2011 : Karine Saysset
- 2012 : Keetman Margreet
- 2013 : Karine Saysset
- 2014 : Stéphanie Gros
- 2015 : Martina Sans Salgot
- 2016 : Sandrine Bouiller
- 2017 : Sandrine Bouiller
- 2018 : Laetitia Condouret
- 2019 : épreuve annulée à la suite de la canicule
- 2020 : épreuve annulée à la suite de la pandémie de coronavirus
- 2021 : épreuve annulée à la suite de la pandémie de coronavirus
- 2022 : Fleur Nadal
- 2023 : Axelle Dubau-Prévôt